# Conferencia de Chapultepec

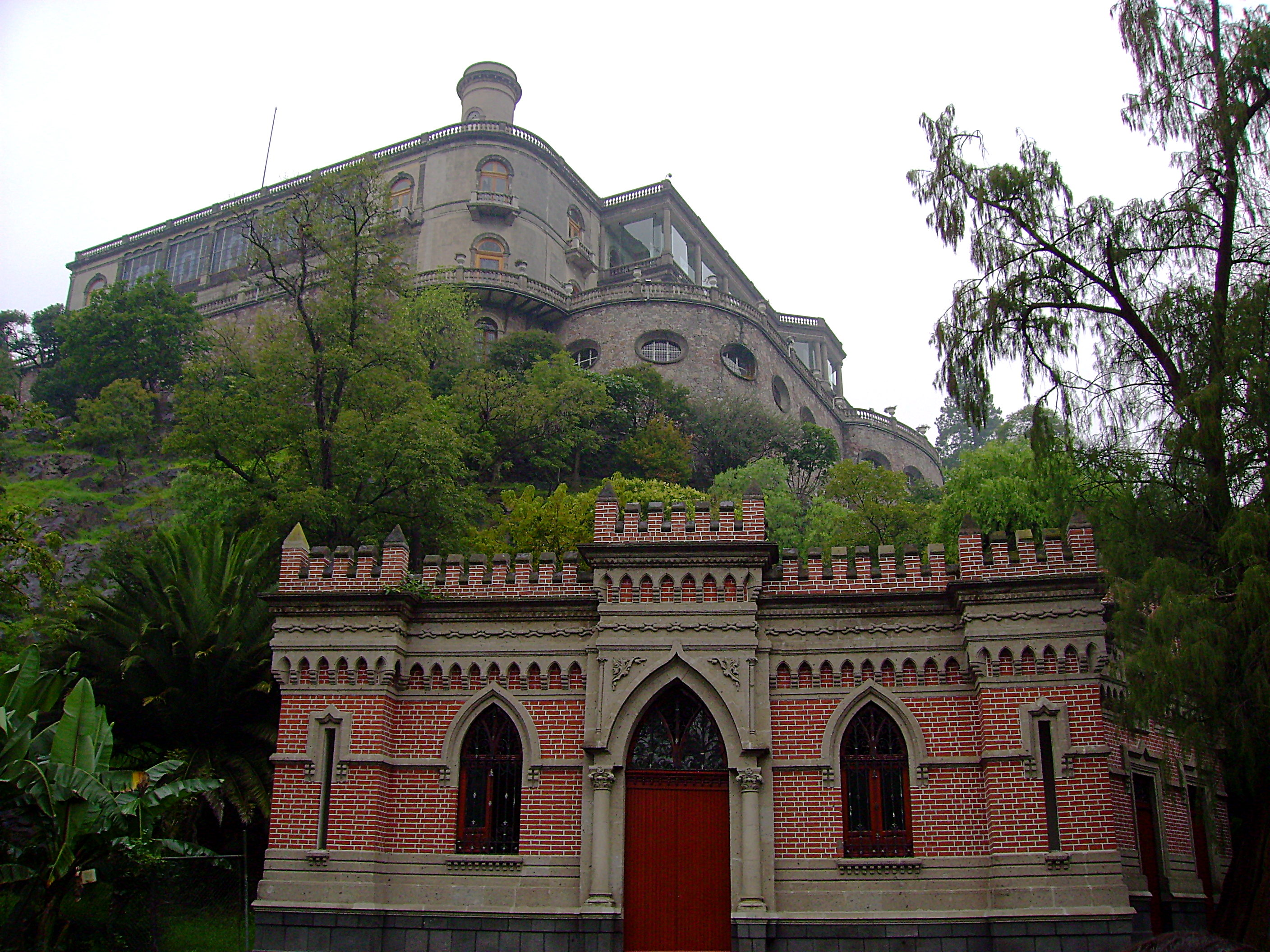
El Castillo de Chapultepec, ubicado en el cerro del mismo nombre en la Ciudad de México, donde se realizó la Conferencia.

La Conferencia de Chapultepec, también conocida como "Conferencia Interamericana sobre Problemas de la Guerra y de la Paz", fue una Conferencia Interamericana de índole extraordinaria convocada por México en momentos en que la Segunda Guerra Mundial se acercaba a su fin con el seguro triunfo de las fuerzas aliadas encabezadas por Estados Unidos, Gran Bretaña y la Unión Soviética. 
La Conferencia de Chapultepec se llevó a cabo del 21 de febrero al 8 de marzo de 1945, y tuvo como sede el Castillo de Chapultepec en la Ciudad de México (de ahí el origen de su nombre). Este evento se organizó con el objetivo de discutir la colocación del sistema interamericano dentro del nuevo orden internacional posbélico y de establecer las directrices de la cooperación económica que los países americanos tendrían entre ellos y con el resto de las naciones pertenecientes a la economía mundial. 
Como resultado de la conferencia se firmó el Acta de Chapultepec y otros documentos como la Carta Económica de las Américas y la Declaración de México. Estos documentos estuvieron orientados a la creación del Tratado Interamericano de Asistencia Recíproca (TIAR) en 1947 y de la Organización de Estados Americanos (OEA) en 1948.
En el contexto de la temprana Guerra Fría, la Conferencia de Chapultepec se considera importante porque durante sus sesiones surgieron marcados desacuerdos sobre cómo se reorganizaría la economía latinoamericana una vez que terminara la Segunda Guerra Mundial.

## Antecedentes de la Conferencia de Chapultepec
Antes de que se llevara a cabo la Conferencia de Chapultepec, la Unión Panamericana se reunió en varias sesiones de consulta entre 1942 y 1945. Entre los acuerdos ratificados durante estos años, el sistema panamericano pactó tomar medidas para la protección y seguridad permanente del hemisferio occidental mediante bases militares. A partir de marzo de 1942, la Junta Interamericana de Defensa aprobó y trasmitió 16 resoluciones relacionadas con la “defensa área, bases navales y áreas, protección de las comunicaciones y de la marina mercante, producción de materiales de valor estratégico, defensa local y seguridad interna, y transportes.”

## Convocatoria de la Conferencia Interamericana sobre Problemas de la Guerra y de la Paz
La convocatoria para la Conferencia de Chapultepec fue hecha por el gobierno mexicano. Debido a la naturaleza de la convocatoria, esta conferencia no formó parte de la serie de conferencias interamericanas que eran organizadas y celebradas por la Unión Panamericana. La Conferencia Interamericana sobre Problemas de la Guerra y de la Paz fue una reunión extraordinaria cuyo objetivo era “proporcionar a los Gobiernos de las Repúblicas Americanas que forman parte del grupo de las Naciones Unidas y Asociadas la oportunidad de considerar conjuntamente la forma de intensificar su colaboración, así como a la solidaridad económica del Continente.”
Debido a que la Conferencia de Chapultepec era una conferencia extraordinaria, la convocatoria y la organización del evento se hicieron con base en un procedimiento diferente. En esta ocasión, el Consejo Directivo de la Unión Panamericana no fue el responsable de formular el programa y el reglamento de dicha conferencia. Para preparar el programa del evento, el gobierno mexicano utilizó la información de las consultas previas hechas a los gobiernos de los países invitados. También se formuló un reglamento. Tanto el programa como el reglamento eran proyectos provisionales, los cuales fueron aprobados un día antes de la Conferencia a través de una sesión preparatoria.

## La Conferencia de Chapultepec
La Conferencia Interamericana sobre Problemas de la Guerra y de la Paz se inauguró el 21 de febrero de 1945. De acuerdo al informe oficial, la Conferencia de Chapultepec no se diferenció de otras conferencias interamericanas salvo en el proceso de convocatoria y de organización, así como en el número de asistentes. En esta conferencia participaron más de 330 delegados, consejeros, asesores y secretarios. También se contó con la asistencia de otros organismos interamericanos como la Oficina Sanitaria Panamericana, la Oficina Internacional del Trabajo, la Liga de las Naciones y la Unión Interamericana del Caribe. El director general de la Unión Panamericana asistió como miembro honorario.

### Países participantes
La invitación de la conferencia fue extendida a los gobiernos de los países americanos que eran miembros de las Naciones Unidas y Asociadas cuya cooperación estaba dirigida a que los países Aliados ganaran la guerra a las Potencias del Eje en la Segunda Guerra Mundial. De los 21 países miembros de la Unión Panamericana el único ausente fue Argentina, país que no fue invitado debido a su postura neutral respecto al conflicto bélico. En la sesión preparatoria se acordó el orden de precedencia de los 20 países invitados, el cual fue el siguiente: 
| 1. Colombia       | 6. Guatemala  | 11. Chile    | 16. Costa Rica           |
| 2. Cuba           | 7. Brasil     | 12. Paraguay | 17. Haití                |
| 3. Panamá         | 8. Venezuela  | 13. Ecuador  | 18. República Dominicana |
| 4. Estados Unidos | 9. México     | 14. Honduras | 19. Bolivia              |
| 5. Uruguay        | 10. Nicaragua | 15. Perú     | 20. El Salvador          |

### Agenda
La agenda de la conferencia se conformó de cuatro grandes temas los cuales giraron en torno a la situación bélica que se estaba viviendo a nivel mundial en aquellos años, es decir, la Segunda Guerra Mundial. El primer gran tema fue la discusión de más medidas para intensificar la cooperación internacional con el fin de lograr la victoria de los países Aliados sobre las Potencias del Eje. En segundo lugar, se hizo un análisis de los problemas de la organización internacional para asegurar la paz y la seguridad colectiva y fomentar el sistema interamericano que estaba en vigor, así como coordinar este sistema interamericano con la organización mundial vigente.
Dentro del programa de la conferencia también se incluyó como tercer tema la cooperación económica. Este tema se dividió en dos partes. En la primera parte se discutió la cooperación económica durante la guerra y el periodo de la postguerra. En la segunda parte se hizo una consideración de métodos para desarrollar la cooperación económica en beneficio de las condiciones económicas y sociales de los países de América. Al finalizar la discusión sobre la cooperación económica, el Consejo Directivo de la Unión Panamericana examinó la solicitud hecha por el gobierno de Argentina sobre su postura neutral ante el conflicto bélico. En una carta, el gobierno argentino había solicitado que se llevara a cabo una Reunión de Ministros de Relaciones Exteriores con el objetivo de resolver la situación que existía entre Argentina y las demás naciones americanas.

## Acta de Chapultepec
La declaración sobre la Asistencia Recíproca y Solidaridad Americana, conocida oficialmente como Acta de Chapultepec, fue una declaración que estipulaba el fortalecimiento de la paz entre las naciones para constituir un frente unido en defensa de cualquier nación americana en caso de ataque u agresión. Era una garantía de la integridad territorial y de la independencia política y la soberanía de cada Estado por parte de todos los otros países signatarios. En caso de agresión contra una nación americana los países signatarios se comprometieron a consultar entre sí y a tomas las medidas necesarias. Este acuerdo se basó en tres proyectos propuestos por las delegaciones de Brasil, Colombia y Uruguay y sus disposiciones estaban en sincronía con las propuestas hechas en la Conferencia de Dumbarton Oaks.
El contenido del acta se dividió en dos partes. En la primera parte se estipuló que las cláusulas y los procedimientos eran acordados para que se aplicaran de manera inmediata y que fueran efectivos por el tiempo que durara la guerra. Se hizo la recomendación de buscar la permanencia de los tratados que comprenden el Acta de Chapultepec una vez que terminara la Segunda Guerra Mundial. Esto último significó el antecedente del Tratado Interamericano de Asistencia Recíproca que se firmaría en 1947.
Este documento fue un parteaguas en las estrategias del mantenimiento de la paz de las naciones americanas puesto que tratados previos habían estipulado medidas para actuar en caso de agresión por parte de países de otros continentes. Con el Acta de Chapultepec se aceptó la posibilidad de que los ataques y agresiones también pudieran provenir de alguna nación americana.

## Tensiones Internacionales
Muchas de las discusiones y acuerdos establecidos durante la Conferencia de Chapultepec giraron en torno a conseguir la victoria de los países Aliados contra los Países del Eje en la Segunda Guerra Mundial. Desde 1942, Estados Unidos había ejercido presión para que los gobiernos latinoamericanos rompieran sus relaciones diplomáticas con los países del Eje. Las naciones latinoamericanas poco a poco, una por una, fueron declarando la guerra a Alemania y a Japón.
Argentina se resistió a las imposiciones coercitivas de Estados Unidos por lo que, todavía en vísperas de la Conferencia de Chapultepec, el Estado argentino había mantenido una postura neutral frente al enfrentamiento bélico. Como consecuencia, Argentina experimentó una marginalización política y económica por la mayoría de las naciones americanas.
Otra consecuencia fue su exclusión de la Conferencia Interamericana sobre Problemas de la Guerra y de la Paz. Debido a su neutralidad, el gobierno argentino no fue invitado a participar. El Estado argentino envió una carta a la Unión Panamericana en la que solicitó que se organizara una reunión de ministros de Relaciones Exteriores. La respuesta definitiva a esa solicitud fue acordada durante la Conferencia de Chapultepec. Esta resolución sugirió la inclusión voluntaria de Argentina a los acuerdos establecidos en la Ciudad de México. Por esto, el Acta Final de la Conferencia quedó abierta para que la nación argentina formara parte de ella. Semanas después, en marzo de 1945, Argentina declaró la guerra a las Potencias del Eje.
Un año después, el nuevo presidente del Estado argentino, Juan Domingo Perón, envió el Acta de Chapultepec al Congreso argentino para su ratificación. A pesar de esto, Estados Unidos siguió presionando para que Argentina cumpliera con los compromisos que habían sido acordados en la Conferencia de Chapultepec. La protección y cooperación económica de Estados Unidos a Argentina y a las demás naciones americanas estaría condicionada a la bipolaridad de la Guerra Fría y también sería tema de discusión en las siguientes Conferencias Interamericanas.

## Discusión sobre la cooperación económica
En el contexto de la temprana Guerra Fría, la discusión que se hizo sobre la cooperación económica durante la Conferencia de Chapultepec fue decisiva para la situación económica de América Latina en los años posteriores al término de la Segunda Guerra Mundial y para determinar los objetivos y temas a discutir en las siguientes tres Conferencias Interamericanas (Río de Janeiro de 1947; Bogotá, 1948 y Caracas, 1954).
Durante la Conferencia Interamericana sobre Problemas de la Guerra y de la Paz (Conferencia de Chapultepec) la discusión sobre la cooperación económica se centró en las ramas de actividad económica importantes para la guerra (producción y distribución de armas, de materias primas, entre otras) debido a la integración del comercio que tenían los Estados Americanos con las potencias europeas en guerra. La delegación estadunidense se afianzó en las políticas de libre comercio enunciadas por el Sistema Monetario Internacional de la posguerra de la Segunda Guerra Mundial, postuladas en los Acuerdos de Bretton Woods un año antes, en 1944. 
Los países latinoamericanos argumentaron que era obligación de las naciones americanas “más ricas” (Estados Unidos), el promover el desarrollo de los países americanos más pobres (América Latina). Es decir, que los países latinoamericanos defendían la aplicación de una especie de Plan Marshall pero para la región latinoamericana. El Plan Marshall puede considerarse como el primer gran plan de cooperación económica que se encargó de la reconstrucción de Europa después de la Segunda Guerra Mundial y se asemeja a lo planteado por los países de América Latina durante la conferencia.
El grupo de los países latinoamericanos defendió el proceso de crecimiento económico que había iniciado después de la Gran Depresión y que se había acelerado con la creciente demanda de productos primarios a raíz de la Segunda Guerra Mundial (el desarrollismo). Este crecimiento económico había estimulado un proceso de industrialización que comenzó a cambiar la organización económica de los países latinoamericanos y a incrementar los niveles de vida de su población.
Estados Unidos se manifestó en contra de esta iniciativa e impuso la libre movilidad basada en fondos privados de inversión y decidió no aportar fondos públicos para el desarrollo de América Latina.  Esta discusión sobre la cooperación económica se puede considerar como el antecedente de lo que después se conocería como la cooperación para el desarrollo.

## Acuerdos sobre la cooperación económica
Con base en esta discusión, los países establecieron acuerdos sobre métodos de cooperación en beneficio de las condiciones económicas de los países latinoamericanos que asistieron a la Conferencia de Chapultepec. Los principales fueron:

### Reajuste económico
Con base en la solidaridad continental promovida por la conferencia se recomendó que se cubriera el abastecimiento de los materiales necesarios para los países americanos en la cantidad y tiempo suficiente para satisfacer las necesidades de la población de estas naciones. La movilización de recursos se trató como un tema de suma importancia para afrontar el proceso de ajuste una vez que finalizara la Segunda Guerra Mundial. Para las naciones americanas era importante garantizar la transición de la producción de productos de guerra a la producción de productos básicos para el consumo de la población civil.

### Venta y distribución de productos primarios
En la Conferencia se manifestó la importancia de los productos primarios para los países americanos y se advirtió de la inestabilidad en la producción y precios que presentaba la industria agrícola en comparación de la industria manufacturera. También se previno del exceso de demanda creado por la guerra y por ende se recomendó que se acordaran convenios entre los países americanos para disminuir los efectos de la inestabilidad natural de la agricultura con el fin de aumentar el consumo e impulsar la producción. Estas ideas fueron pensadas por Raúl Prebisch, quien fue un economista argentino y creador de la Comisión Económica Para América Latina y el Caribe (CEPAL), en su teoría del deterioro de los términos de intercambio.

### Medidas de prevención de la desocupación
El tema del desempleo fue abordado con recomendación de medidas preventivas por medio de la formulación de planes detallados de obras públicas capaces de mantener la utilización de recursos y el empleo en su punto máximo. También de estudiar la situación del desempleo y que dichos estudios se presentasen en la Conferencia Técnico- Económica Interamericana para la formulación de un plan coordinado.

### Transporte interamericano
En la conferencia se recomendó reducir los obstáculos sobre el transporte interamericano, es decir, el transporte entre países del continente. Se recomendó la adopción de reglas uniformes para la navegación y evitar que surgieran figuras problemáticas que impidieran la competencia. Todo esto tenía que estar vigilado por un organismo de coordinación de transporte interamericano que actuara bajo la dirección del Consejo Interamericano Económico y Social de la Unión Panamericana.

### Desarrollo Industrial
Se acordó el impulso a nuevas ramas industriales, además del perfeccionamiento y ampliación de las ramas ya existentes por medio de facilidades de vinculación entre el sector primario y el secundario. La industrialización de los países americanos se pretendió lograr mediante el adecuado financiamiento ofrecido por las instituciones establecidas en Bretton Woods (Fondo Monetario Internacional y el Banco Mundial). El proceso de generar la industria no solo era promulgado por los organismos estatales, sino también por intelectuales, como Raúl Prebisch, quien, a lo largo de su vida, desarrolló a una teoría de la industrialización.
También se estipularon mecanismos de movilidad de capitales desde los países ricos hacia los países que solicitaran financiamiento vía créditos con tasas de interés preferenciales. Todo esto bajo los principios de la libertad de movilidad de capitales y de mercancías con el fin de atender a los principios del libre comercio del sistema monetario internacional, cuya aceptación fue promovida en los acuerdos de la conferencia.

## Cooperación en tiempos de guerra
La cooperación económica durante la guerra se centró buscar la manera en que los países americanos podían ayudar a los países aliados en guerra por medio de la integración económica y producción de bienes necesarios para el abastecimiento suficiente de los países y asegurar la victoria sobre las naciones del eje.

### Prosecución de guerra
En la conferencia se les pidió a las naciones que intensificaran sus esfuerzos para abastecer a los países Aliados y ayudarlos a ganar la guerra lo antes posible. El abastecimiento de materiales indispensables para la guerra era demandado por los países miembros, además de aceptar los sacrificios y dificultades que el proceso bélico les pudiera provocar. Esto con la justificación de que la guerra se libraba con la intención de eliminar la amenaza a los principios de libertad e igualdad que sostenían las repúblicas de la Unión Panamericana.

### Control de precios
La situación de guerra provocó desviaciones en los precios a nivel internacional, por lo que la conferencia exhortó a los países americanos pertenecientes a establecer control sobre los precios de los bienes que aseguraran el sostenimiento de las economías nacionales de los países americanos. Esto mediante un mecanismo que contemplara que los precios máximos de las mercancías tuvieran relación con los costos de producción y de transporte, que existiera una vinculación justa entre los precios de productos agrícolas y los manufacturados y que el criterio de precio máximo debía aplicar tanto para el sector primario como el secundario.

### Renovación de maquinaria
La producción de maquinaria en América Latina no correspondía a las necesidades satisfechas por los países europeos antes de la Segunda Guerra Mundial, por lo que se pidió a los países un plan de diversificación en la producción de maquinaria que fuera capaz de corresponder a la demanda de guerra y que permitiera a las economías americanas diversificar su producción y mejorar las condiciones de vida de los trabajadores de las diferentes industrias. Además, que una vez que el proceso bélico hubiese cesado, la producción se destinase a abastecer las necesidades de las naciones americanas incluidas en el programa de cooperación.

### Control de bienes en manos del enemigo
Durante la conferencia se exhortó a las naciones americanas a evitar, en la medida de lo posible y dentro de sus marcos nacionales, ser utilizadas como resguardo de bienes de las potencias del eje, con la finalidad de resguardar la seguridad de las naciones americanas. 